# Ina (flod)
För andra betydelser, se INA (olika betydelser).

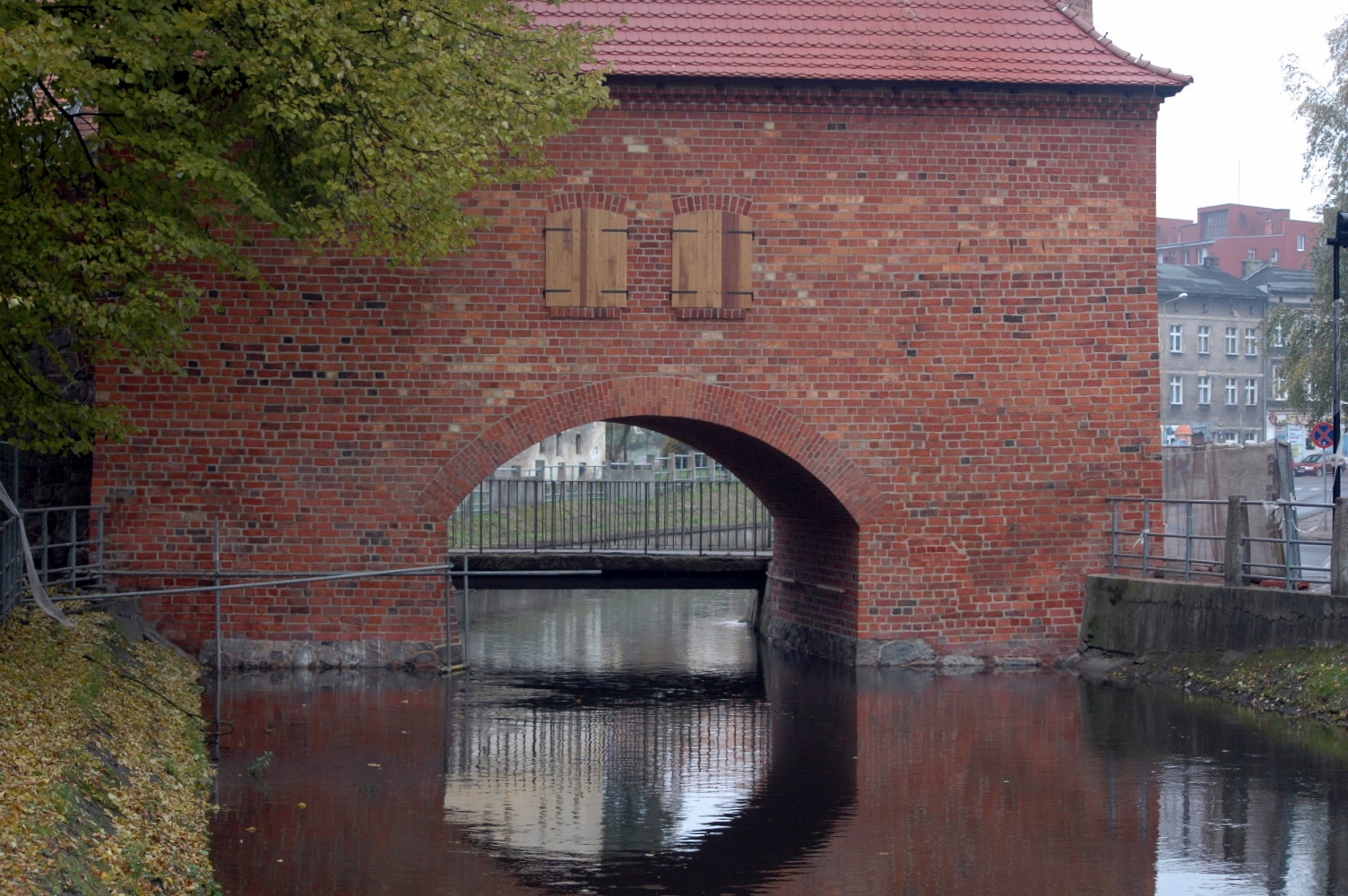
Ina i Stargard Szczeciński

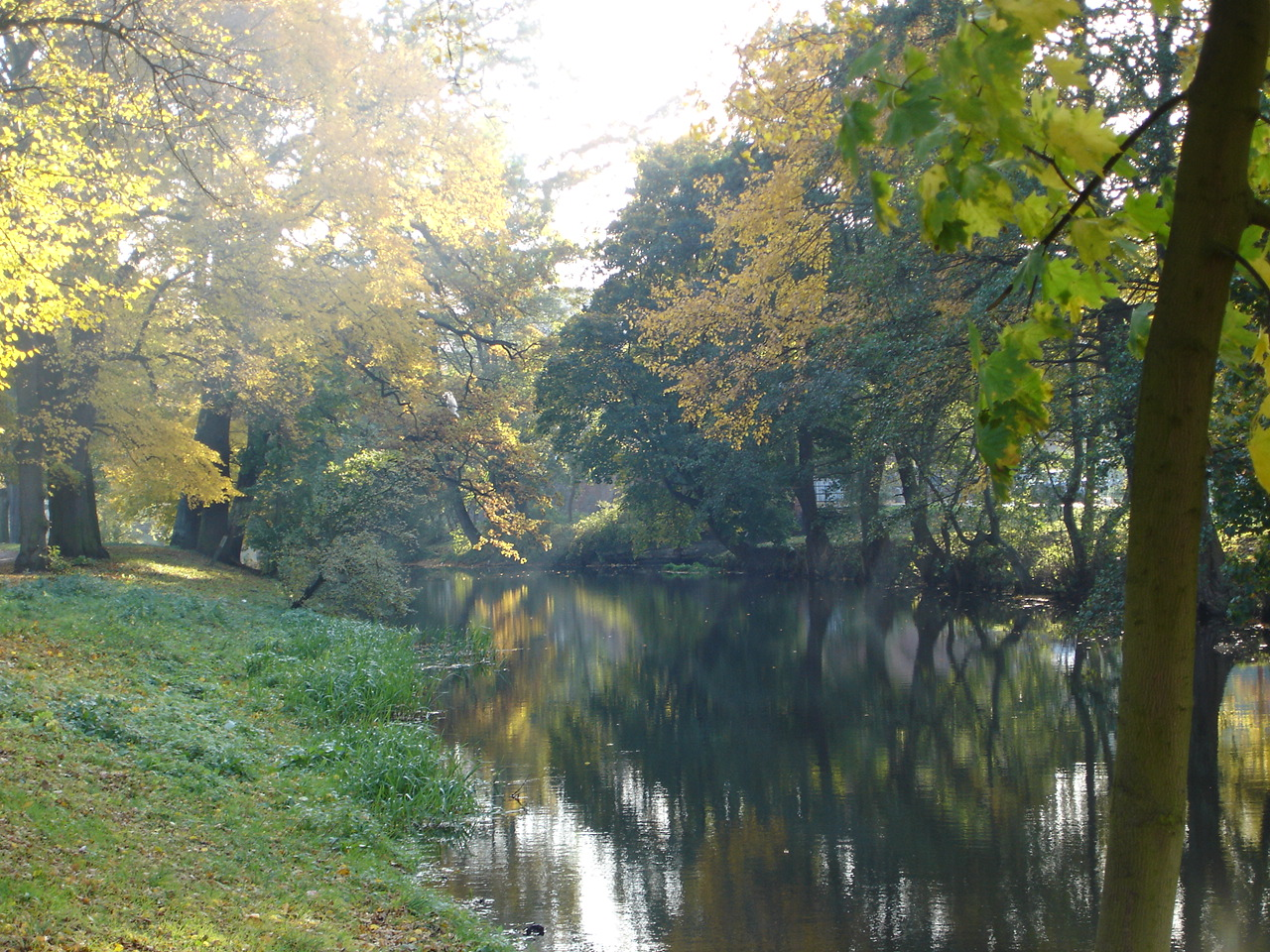
Ina

Ina är en 128 km lång flod i nordvästra Polen som utgör en biflod till Oder. Den har sin källa öster om orten Ciemnik, rinner genom städerna Ińsko, Recz, Stargard Szczeciński och Goleniów och mynnar i Oder vid Dąbiesjön.